# Франсуа де Тотт
Франсуа де Тотт (17 серпня 1733 — 24 вересня 1793) — французький дипломат, генерал, мандрівник, барон.

## Біографія
Мав словацьке походження від шляхтичів з Нітри. Син барона Андрія де Тотта та Марія Ернести Пессельє. Народився 1733 року в м. Ла-Ферте-су-Жуар (Франція). В 10-річному віці був записаний до гусарського полку. 1755 року у почті посла Шарля Грав'є де Верженна перебував у Стамбулі. 1757 року після смерті батька повернувся до Франції.
1766 року був посланцем у Швейцарії. 1767 працював консулом Франції у Кримському ханаті. Під час російсько-турецької війни 1768—1774 керував фортифікаційними роботами в зоні Дарданелл, склав плани оборони кордонів Османської імперії з боку Очакова і Криму. 
1776 повернувся до Франції, де обіймав посаду головного інспектора її консульств на Близькому Сході. На підставі своїх подорожей і діяльності на Кримському півострові і південноукраїнських землях видав «Записки про турків і татар» (1784; італійський переклад — «Нарис політичної і воєнної історії Криму», Венеція, 1787), де подав характеристику політичного й економічного становища Північного Причорномор'я, політики ханату та її впливу на відношення між Росією і Портою.
З 1778 року був комендантом замку Дуе. Під час Французької революції (див. Французька революція 1789—1804) 1790 року емігрував до Швейцарії, потім Австрії. Помер в угорському маєтку Бад-Тацманнсдорф (тепер Австрійська республіка).